# 코로나19 범유행이 텔레비전에 끼친 영향
코로나19 범유행이 텔레비전에 끼친 영향으로 사회적 거리두기로 인해 제작이 중단된 텔레비전 프로그램이 많다.
대한민국의 경우 방송 촬영은 필수경영활동으로 보아 집합 금지 규정이 그대로 적용되지는 않으나, 감염 우려 등으로 확산을 우려해 촬영이 일시 중단된 경우가 있다. 도전! 골든벨은 100명 이상이 모여야 하는 특성으로 비대면 스페셜 방송으로 전환했다가, 시청률이 하락하여 무기한 방영 중단이 되었다. 공식적으로는 무기한 방영 중단 상태로, 코로나19 사태가 마무리되면 방영을 재개할 계획이다. 해외 촬영이 중단되어 영향을 받은 경우도 있다.

## 중단 연기된 방송
- 도전! 골든벨

## 같이 보기
- 코로나19 범유행의 영화계 여파